# La Roumanie (ziar conservator)
La Roumanie a fost o publicație din România care a apărut în ultimii ani ai secolului XIX și începutul secolului XX. A avut ca subtitluri: „organe conservateur quotidien” până la 21 mai 1899 când devine „journal conservateur quotidien”
Ziarul La Roumanie apare în trei serii, între 1898-1921, la București și Paris, fiind editat de gruparea din Partidul Conservator din jurul lui Take Ionescu. Ziarul a fost de facto ziarul lui Take Ionescu, deși în mod formal ca proprietari apăreau doi din apropiații săi politici Pavel Brătășanu și Nestor Cincu.:p. 181
Prima serie a apărut între 16 octombrie 1898 – 13 noiembrie 1916. Ca directori politici în această perioadă au fost: Al. G. Florescu (16 octombrie 1898 - 21 mai 1899), M. E. Papamihailopol (12 octombrie 1904 - 4 septembrie 1905), Toma Cămărășescu (4 septembrie 1905 - 12 ianuarie 1911), Charles Gr. Lahovary, (12 ianuarie 1911 - 14 iulie 1915) și Jean Pangal (21 aprilie 1916 - 13 noiembrie 1916).
În prima perioadă ziarul apărea zilnic, în formatul 65x48 cm. Costul unui număr era de 20 bani iar abonamentul pe un an costa 40 de lei. A fost tipărit la tipografiile „Heliade” „Dor. P. Cucu”, „La Roumanie” și „E.S. Cerbu”.:p. 640.:p.595
Ziarul își întrerupe apariția la 13 noiembrie 1916, ca urmare a ocupației germane a capitalei și plecării grupării din jurul lui Take Ionescu în refugiu la Iași. Ziarul a reapărut la Paris Între 17 ianuarie 1918 și 12 iunie 1919. În această perioadă ziarul a apărut ca hebdomadar, în formatul 53x38 cm. A avut ca subtitluri: „organe hebdomadaire des revendications et des intérêts roumains” până la 17 octombrie 1918 când devine „organe hebdomadaire de l’Unite Nationale roumaine”.Costul unui număr era de 10 centime iar abonamentul pe un an costa 10 franci. A fost tipărit la tipografia „Wellhoff et Roche”.:p. 595
La Paris, ziarul a avut ca directori pe Pavel Brătășanu (Pavel Bratashanu), Constantin Banu, Constantin Mille (directorul ziarelor „Adevărul” și „Dimineața”) și Emile D. Fagure (redactorul șef al ziarelor „Adevărul” și „Dimineața”). Sunt publicate texte aparținând lui: Constantin Xeni, Traian Lalescu, George Murnu, dr. N. Lupu, Octavian Goga, Take Ionescu, Thoma Ionescu ș.a.:p.830
Seria a treia a apărut între 5 august 1920 și 21 iunie 1921, la București. În această perioadă ziarul apărea zilnic, în formatul 63x46 cm. Costul unui număr era de 50 bani iar abonamentul pe un an costa 120 de lei. A fost tipărit la tipografiile „Cartea Românească” „Tiparul românesc” și „C. Sfetea și T. Ioanitziu”. Ocazional a scos suplimente gratuite, cu numerotație proprie. Ziarul a preluat numerotarea primei serii, socotind la anii de vechime atât perioada când a fost suspendată de ocupația germană, cât și perioada în care a apărut la Paris. Sunt publicate texte aparținând lui: George Sion, Theodor Speranția, Nicolae Iorga, Cincinat Pavelescu, Take Ionescu, ș.a.:p. 830